# Evgenij Karlovič Miller
Evgenij-Ljudvig Karlovič Miller (in russo: Евге́ний-Лю́двиг Ка́рлович Ми́ллер; Daugavpils, 25 settembre 1867 – Mosca, 11 maggio 1939) è stato un generale russo, comandante dell'Armata Bianca sul fronte settentrionale durante la Guerra civile russa.

## Biografia
Miller nacque a Dünaburg (oggi Daugavpils, Lettonia) in una famiglia nobile di tedeschi del Baltico. Frequentò l'accademia militare a Pietrogrado e nel 1892 venne inserito nel corpo della Guardia imperiale russa. Dal 1898 al 1907 coprì incarichi di rappresentanza militare presso importanti centri europei quali Bruxelles, L'Aja e Roma. Durante la prima guerra mondiale è nominato comandante della 5ª Armata dell'Esercito russo e inviato in Galizia sul fronte occidentale. Nel 1915 è promosso al grado di tenente generale.
Nel 1917, dopo la Rivoluzione di febbraio, viene linciato dai suoi soldati a causa del divieto imposto di portare la fascetta rossa al braccio, e in seguito posto per breve tempo agli arresti.
Riparatosi in Italia, rifiutò di riconoscere il governo bolscevico salito al potere a ottobre e, dopo aver raggiunto intendimenti con alcuni rappresentanti dell'Intesa, tornò in Russia su invito del governo antibolscevico della regione settentrionale del Paese. 

### La guerra civile
Sbarcato nel gennaio 1919 ad Arcangelo con un ristretto seguito da navi inglesi, si autoproclamò governatore di tutta regione nord non ancora subordinata a Mosca, divenuta intanto sede del potere bolscevico.
Qui Miller raccolse le forze antirivoluzionarie in numero non superiore a 20.000 unità e, preso contatto con l'Ammiraglio Kolčak, divenne comandante dell'Armata bianca sul fronte settentrionale iniziando lo scontro con i bolscevichi. A causa tuttavia del rifiuto inglese a prendere parte attiva nel conflitto e complice l'incapacità a rinvenire sufficiente equipaggiamento bellico (nella regione le industrie erano praticamente assenti, incluse quelle di armi), nel giro di pochi mesi le truppe di Miller dovettero abbandonare il campo e disperdersi. Il 19 febbraio 1920 Miller, assieme a un migliaio di altri militari e rifugiati civili, salpò dal porto di Arcangelo a bordo di navi rompighiaccio alla volta dei paesi alleati.

### L'esilio e il rapimento
Miller si insediò da emigrato in Francia, dove successivamente fu raggiunto anche da Vrangel'. Nella capitale francese continuò il suo impegno politico contro il bolscevismo e il comunismo in Russia, divenendo uno dei personaggi di spicco della comunità russa in esilio. Ciò favorì il suo rapimento, avvenuto il 20 settembre 1937 a Parigi da parte di agenti del NKVD; così Stalin si sbarazzava della scomoda organizzazione degli esuli russi infiltrandovi agenti filo-sovietici. Miller fu clandestinamente trasferito fino a Mosca alla sede della Lubjanka, dove non rivelò nessuna informazione sensibile sull'organizzazione che aveva presieduto. L'11 maggio 1939 fu giustiziato con un colpo di pistola in una prigione del NKVD a Mosca.